# Diego Rosa (voetballer)
Diego Gabriel Silva Rosa (Salvador, 12 oktober 2002) is een Braziliaans voetballer die in het seizoen 2021/22 door Manchester City wordt uitgeleend aan Lommel SK.

## Clubcarrière
Rosa genoot zijn jeugdopleiding bij EC Vitória en Grêmio. Op nieuwjaarsdag 2021 ondertekende hij een vijfjarig contract bij Manchester City, dat hem meteen voor anderhalf seizoen uitleende aan zijn Belgische dochterclub Lommel SK. De City Football Group telde een basisbedrag van zes miljoen euro voor hem neer. Dat bedrag kan door allerhande bonussen oplopen tot 23,5 miljoen euro: als Rosa ooit wordt geregistreerd in de Premier League komt er een bonus van vier miljoen euro bij, en bij de drie eerste schijven van tien wedstrijden komt er telkens nog eens 4,5 miljoen euro bij.

## Interlandcarrière
Rosa nam in 2019 met Brazilië –17 deel aan het WK onder 17 in eigen land. Hij legde er in de tweede groepswedstrijd tegen Nieuw-Zeeland de 3-0-eindstand vast en scoorde ook het winnende doelpunt in de 3-2-zege tegen Chili in de achtste finale. In de finale tegen Mexico, die Brazilië met 1-2 won, speelde hij de hele wedstrijd.

## Clubstatistieken
| Seizoen         | Club            | Land              | Competitie      | Competitie | Competitie | Beker | Beker | Supercup | Supercup | Europees | Europees | Totaal | Totaal |
| Seizoen         | Club            | Land              | Competitie      | Wed.       | Dlp.       | Wed.  | Dlp.  | Wed.     | Dlp.     | Wed.     | Dlp.     | Wed.   | Dlp.   |
| --------------- | --------------- | ----------------- | --------------- | ---------- | ---------- | ----- | ----- | -------- | -------- | -------- | -------- | ------ | ------ |
| 2020/21         | Manchester City | Vlag van Engeland | Premier League  | 0          | 0          | 0     | 0     | —        | —        | 0        | 0        | 0      | 0      |
| 2020/21         | → Lommel SK     | Vlag van België   | Eerste klasse B | 7          | 0          | 0     | 0     | —        | —        | —        | —        | 7      | 0      |
| 2021/22         | → Lommel SK     | Vlag van België   | Eerste klasse B | 8          | 1          | 1     | 0     | —        | —        | —        | —        | 9      | 1      |
| Carrière totaal | Carrière totaal | Carrière totaal   | Carrière totaal | 15         | 1          | 1     | 0     | 0        | 0        | 0        | 0        | 16     | 1      |

Bijgewerkt op 24 oktober 2020.

## Erelijst
| Wereldkampioen –17 | 1x | 2019 |